# 兒烏干
兒烏干（?—?），姓兒，北魏官员，官至司空。
兒氏原作贺兒氏，是北魏鲜卑族內入諸姓。兒烏干在北魏封高平公。452年，刘宋梁州刺史劉秀之派遣司馬馬汪、左軍中兵參軍蕭道成率兵攻打長安。北魏冠軍將軍封禮从浢津南渡，赴弘農。九月，兒烏干屯守潼關，平南將軍昌黎公拓跋遼屯守河內。。
| 前任： 长孙道生 | 北魏司空 452年 | 繼任： 杜元寶 |